# Музей свидетельств сотворения мира
Музе́й свиде́тельств сотворе́ния ми́ра (англ. Creation Evidence Museum of Texas) расположен в Глен-Розе, штат Техас, США. Основан в 1984 году Карлом Бо (англ. Carl Baugh), в качестве некоммерческого учреждения, продвигающего креационизм через создание постоянной экспозиции предметов и идей, а также оказывающего помощь в палеонтологических и археологических раскопках и прочих исследовательских работах сторонников креационизма.

## История создания

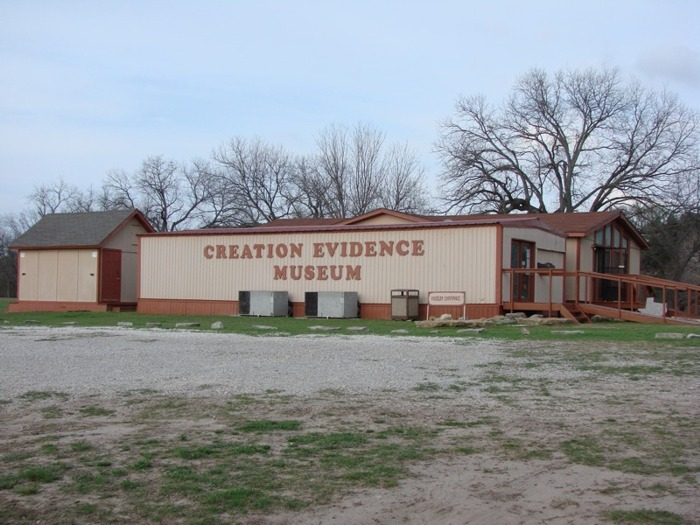
Первоначальные помещения музея, март 2007

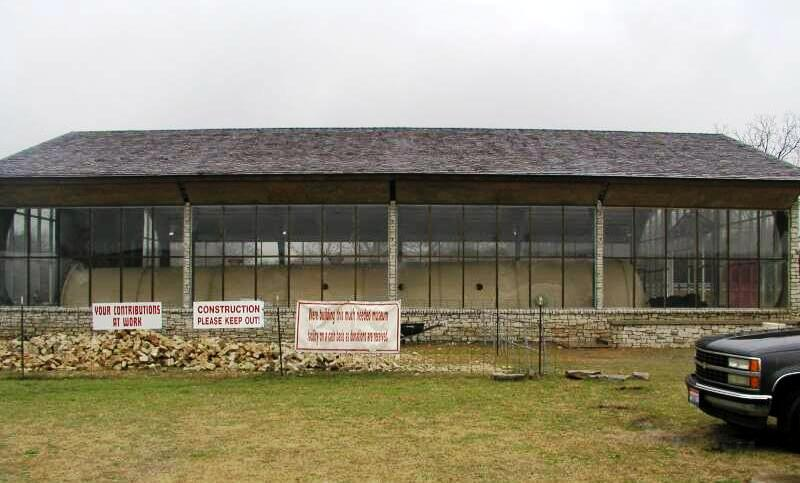
Павильон с гипербарической барокамерой, январь 2007

В 1982 году будущий создатель и директор музея — Карл Бо, американский младоземельный креационист, приехал в Глен-Роз. Там с начала XX века в береговых известняках реки Пэлюкси, текущей по Долине динозавров, иногда находили якобы окаменевшие следы лап динозавров и ступней человека. Эти отпечатки были приобретены Бо и в дальнейшем помещены в основанный им в 1984 году музей.
На участке, отведённом под музей рядом с Долиной динозавров, первыми помещениями стали два больших автомобильных трейлера.
Экспонирующиеся фонды образованы как в результате закупок или принятия в дар различных артефактов, так и в ходе археологических раскопок и экспедиций, проводимых силами самого музея. Например, в конце 1990-х годов в тропических лесах Папуа-Новой Гвинеи Карл Бо и Джим Блум (англ. Jim Blume) занимались поисками ропена — якобы живущего там летающего существа, похожего на птерозавра. Проводились раскопки динозавров, в частности акрокантозавра в Техасе и диплодока в штате Колорадо, осуществлялись экспедиции в Израиль.

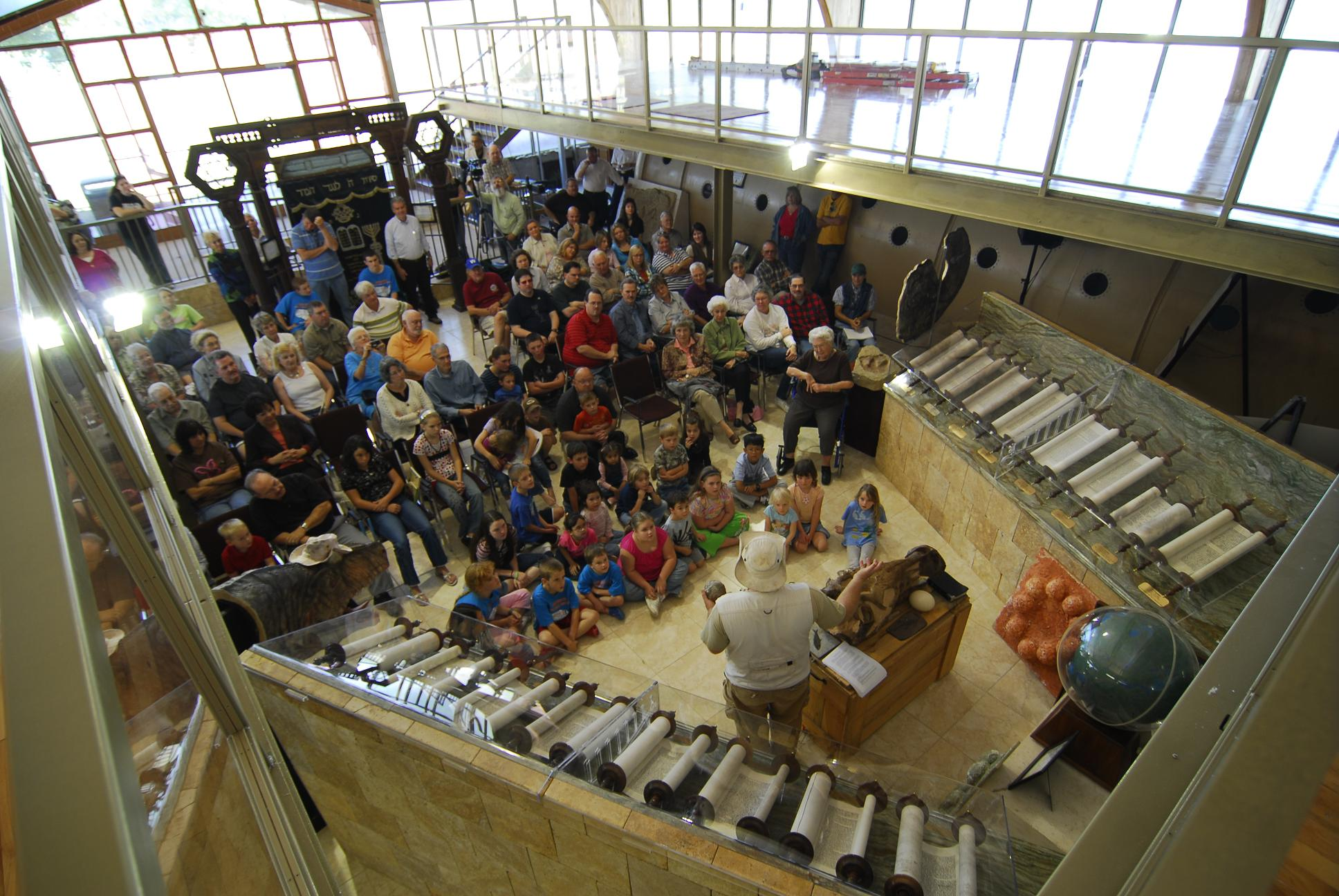
Лекция Карла Бо о креационизме, 1 ноября 2008

Проводятся исследовательские работы. Музей располагает гипербарической барокамерой значительного размера. В ней якобы создаются атмосферные условия существования, непосредственно предшествовавшие Всемирному потопу. Эксперименты, по мнению устроителей, должны были доказать рост в допотопных условиях продолжительности жизни и размеров живых существ. Это, кроме удовлетворения чисто креационистских интересов, могло бы способствовать созданию путей увеличения пищевых ресурсов и, в частности, домашних животных и рыбы. Бо утверждал, что им удалось увеличить продолжительность жизни плодовых мушек, но научной общественности строгих результатов предъявлено не было.
Музей регулярно осуществляет просветительские мероприятия, организуя экскурсии и лектории, способствующие продвижению идей креационизма. Традиционно по первым субботам каждого месяца с трёхчасовыми лекциями выступает директор и основатель — Карл Бо.

## Некоторые экспонаты

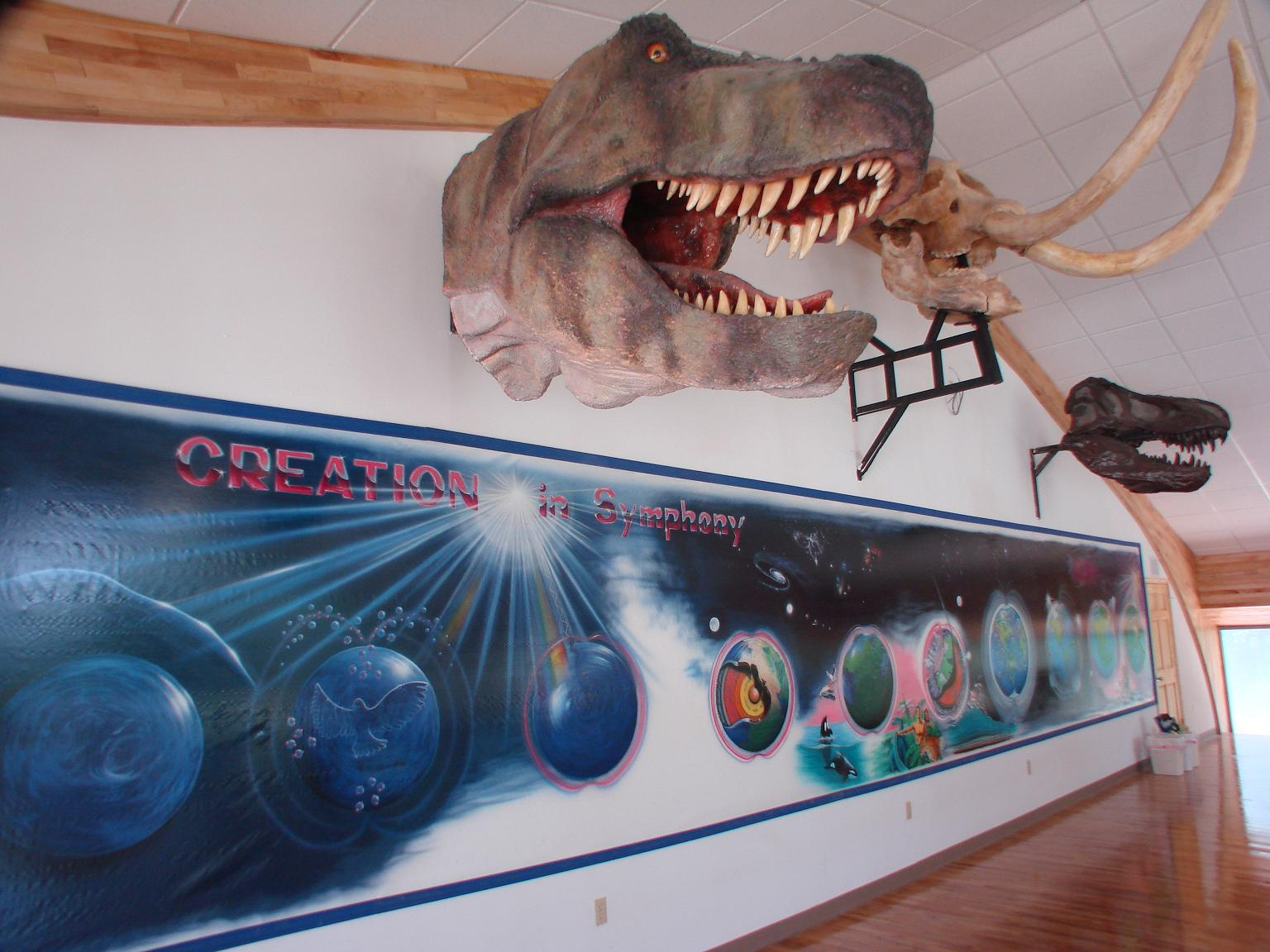
В залах музея, май 2008

Начало собранию музея было положено найденными в раскопках долины реки Пэлюкси окаменевшими отпечатками. По утверждению Карла Бо, среди них якобы 475 следов динозавра и 86 человеческих. Все они находятся в непосредственном соседстве и иногда даже перекрывают друг друга.
Из коллекции этих отпечатков в музее некоторое время выставлялись «Следы мелового периода Элвиса Делка» — якобы след стопы человека, частично перекрытый следом акрокантозавра. Их нашли при раскопках у реки Пэлюкси. Так как отпечаток стопы существенно отличался от подобных отпечатков всех известных человеческих видов, Карл Бо дал специальное название этому человеку — «Homo Bauanthropus». Однако введение в научный оборот такого термина никакого признания не получило. Детальные исследования следов «Homo Bauanthropus» и акрокантозавра показали, что они являются фальшивыми. Экспонат был удалён и из музея, и из упоминаний на сайте музея, но его изображение до сих пор присутствует в оформлении бланка страниц официального сайта.
Среди прочего, в залах музея демонстрируются:
- «Лондонский молоток из Техаса»[17], возраст которого якобы оценивается миллионами лет[18]. Он был найден в 1934 году Максом и Эммой Хэн (англ. Max and Emma Hahn) в куске известняка мелового или ордовикского периода близ техасского города Лондон. Представляет собой частично окружённый каменным монолитом молоток на деревянной ручке, распространённый в США в XVIII—XIX веках[19]. Проводившиеся исследования установили, что этот молоток, производящий впечатление на людей, незнакомых с геологическими процессами, в действительности в недавнем прошлом, 100—200 лет назад, видимо, упал в каменную трещину и был затянут известняковыми отложениями грунтовых вод[20].
- «След Бердика»[21] — якобы отпечаток следа человека в скале мелового периода, названный по имени первого владельца, доктора Клиффорда Бердика (англ. Clifford Burdick). Исследования отпечатка выявили его анатомические ошибки и пришли к выводу, что это отпечаток морских водорослей, достаточно распространённый, в том числе для области парка Долины динозавров[14][22].
- «Окаменевший человеческий палец»[23] — якобы четвёртый палец левой руки молодой женщины, найденный в 1970-х годах в слоях мелового периода. После проведённых исследований его подлинность поставлена под сомнение[24][25].
- «Отпечаток Мейстера»[26] — якобы отпечаток следов сандалий, найденный в 1968 году в кембрийском слое Уильямом Мейстером (англ. William Meister) около Антилопы Спрингс, штат Юта. Экспонат содержит следы двух трилобитов. Проведённые исследования показали[27][28][29], что, хотя трилобиты вполне реальны, сами отпечатки являются обычными геологическими образованиями[30].
- «Отпечаток кисти человека»[31], обнаруженный в 1995 году в слое известняка мелового периода у города Уэтерфорд, штат Техас. Отпечаток представляется сомнительным, так как музей отказал в возможности его исследования[32]. Креационисты также критически оценивают его достоверность[33].
- «Изображение стегозавра» на колонне храма Та Прохм в Камбодже, основанного в 1186 году[16].

## Критика
Экспозиция музея неоднократно подвергалась критике за ошибочную атрибуцию и подделку экспонатов.
В начале 1980-х годов некоторые исследователи из числа как учёных, так и сторонников креационизма, куда входил, в частности, Стив Шаферсмен (англ. Steven Schafersman), изучали материалы, представленные в музее. В ходе трёхлетней экспертизы они пришли к выводу, что материалы крайне противоречивы и, по сути, являются подделками. Сюда относятся и так называемые аргументы параллельного существования динозавров и людей — их совместные окаменевшие следы, и другой «неуместный артефакт» — «лондонский молот из Техаса», возраст которого якобы оценивается миллионами лет.
Директор и основатель музея Карл Бо заявляет, что является доктором философских и археологических наук, однако происхождение его дипломов об образовании представляется сомнительным и вызывает вопросы, в частности по причине отсутствия государственной аккредитации у организаций, их выдававших. Не существует никаких документальных доказательств окончания им даже средней школы.